# Djurö by
Djurö by är kyrkbyn i Djurö socken i Värmdö kommun och var före 2015 en av SCB avgränsad och namnsatt småort. Vid 2015 års avgränsning klassades den som en del av tätorten Djurö.

## Befolkningsutveckling
| Befolkningsutvecklingen i Djurö by 1995–2010       | Befolkningsutvecklingen i Djurö by 1995–2010 | Befolkningsutvecklingen i Djurö by 1995–2010 | Befolkningsutvecklingen i Djurö by 1995–2010 | Befolkningsutvecklingen i Djurö by 1995–2010 |
| -------------------------------------------------- | -------------------------------------------- | -------------------------------------------- | -------------------------------------------- | -------------------------------------------- |
|                                                    |                                              |                                              |                                              |                                              |
| År                                                 |                                              |                                              | Folkmängd                                    | Areal (ha)                                   |
| 1995                                               | 1995                                         |                                              | 112                                          | 86#                                          |
| 2000                                               | 2000                                         |                                              | 140                                          | 86#                                          |
| 2005                                               | 2005                                         |                                              | 151                                          | 86#                                          |
| 2010                                               | 2010                                         |                                              | 167                                          | 86#                                          |
| Anm.: Sammanvuxen med tätorten 2015. # Som småort. |                                              |                                              |                                              |                                              |